# From the Throne of Hate
From the Throne of Hate – trzeci album hiszpańskiego blackmetalowego zespołu Elffor. Został wydany w sierpniu 2004 roku.

## Lista utworów
| Lista utworów | Lista utworów                                    | Lista utworów |
| Nr            | Tytuł utworu                                     | Długość       |
| ------------- | ------------------------------------------------ | ------------- |
| 1.            | „Old”                                            | 7:40          |
| 2.            | „Rare Woods”                                     | 5:54          |
| 3.            | „My Hatefull End”                                | 5:01          |
| 4.            | „Echoes of the Past”                             | 4:10          |
| 5.            | „Upon the Barbarian Woods”                       | 5:39          |
| 6.            | „Grimmest Winternights”                          | 7:33          |
| 7.            | „The Essence of Hate”                            | 4:32          |
| 8.            | „Wicked Shadows”                                 | 5:10          |
| 9.            | „Misterious Dawn” (utwór z reedycji z 2008 roku) | 9:26          |
| 10.           | „Ancient Rebirth” (utwór z reedycji z 2008 roku) | 5:15          |
|               |                                                  | 1:00:20       |